# No One Sings Like You Anymore, Vol. 1
No One Sings Like You Anymore, Vol. 1 — пятый сольный студийный альбом американского музыканта Криса Корнелла. Альбом был выпущен 11 декабря 2020 года на лейбле Universal Music Enterprises вдовой Криса, Викки. Это первый студийный альбом, вышедший после смерти певца в 2017 году. Альбом включает в себя 10 каверов, записанных и составленных Корнеллом в 2016 году, на такие песни как "Patience" группы Guns N’ Roses, "Watching the Wheels" Джона Леннона и "Nothing Compares 2 U" Принса. 

## Об альбоме
По словам вдовы исполнителя, "Этот альбом такой особенный, потому что он представляет собой законченное произведение искусства, которое Крис создал от начала и до конца. Список каверов, которые он выбрал, отображает его любимых исполнителей и песни, которые его тронули. Он не мог дождаться, когда выпустит этот альбом".
Название альбома является строчкой из песни "Black Hole Sun", написанной Крисом в 1994 году в составе Soundgarden.

## Релиз
В качестве единственного сингла к альбому, 20 июля 2020 года, в 56-й День Рождения Криса Корнелла, был выпущен кавер на песню "Patience" группы Guns N’ Roses.
Альбом вышел в цифровом формате 11 декабря 2020 года и стал доступен для приобретения в физическом формате 19 марта 2021 года.
30 января 2021 года в интервью "The Rizzuto Show" на радио 105.7 The Point Викки Корнелл анонсировала, что будет выпущена 2-я часть альбома.

## Список композиций
| №                   | Название                            | Автор(ы)                         | Оригинальный исполнитель | Длительность |
| ------------------- | ----------------------------------- | -------------------------------- | ------------------------ | ------------ |
| 1.                  | «Get In While You Can»              | Джерри Раговой Морт Шуман        | Дженис Джоплин           | 3:22         |
| 2.                  | «Jump into the Fire»                | Гарри Нилсон                     | Гарри Нилсон             | 3:35         |
| 3.                  | «Sad Sad City»                      | Аарон Беренс Томас Тёрнер        | Ghostland Observatory    | 3:49         |
| 4.                  | «Patience»                          | Guns N’ Roses                    | Guns N’ Roses            | 4:13         |
| 5.                  | «Nothing Compares 2 U»              | Принс                            | The Family               | 4:12         |
| 6.                  | «Watching the Wheels»               | Джон Леннон                      | Джон Леннон              | 3:14         |
| 7.                  | «You Don't Know Nothing About Love» | Джерри Раговой                   | Карл Холл                | 3:04         |
| 8.                  | «Showdown»                          | Джефф Линн                       | Electric Light Orchestra | 3:23         |
| 9.                  | «To Be Treated Rite»                | Терри Рид                        | Терри Рид                | 3:14         |
| 10.                 | «Stay with Me Baby»                 | Джерри Раговой Джордж Дэвид Вайс | Лорейн Эллисон           | 4:15         |
| Общая длительность: | Общая длительность:                 | Общая длительность:              | Общая длительность:      | 36:21        |

## Оценки критиков
| Совокупная оценка | Совокупная оценка |
| Источник          | Оценка            |
| ----------------- | ----------------- |
| Metacritic        | 66/100            |
| Оценки критиков   |                   |
| Источник          | Оценка            |
| Rolling Stone     | [ 8 ]             |
| Classic Rock      | [ 9 ]             |
| AllMusic          | [ 10 ]            |

Эверетт Тру из Classic Rock оценил альбом на 3.5 звезды из 5, отметив что "больше всего этот посмертный сборник напоминает Отиса Реддинга - ещё одного певца, который умер слишком рано. Как и Реддинг, Корнелл умел брать песни - причем известные - и делать их своими."
Кори Гроу из Rolling Stone, в свою очередь, отмечает не только голос, но ещё и слух Корнелла:
Во многих случаях слух Корнелла на альбоме так же важен, как и его голос, и альтернативным названием сборника могло бы стать No One Hears Music Like You Anymore. Семья Корнелла заявила, что эта пластинка стала его последним полностью завершённым студийным альбомом. Хотя существует ещё несколько неизданных записей Soundgarden, которые в настоящее время являются предметом продолжающегося судебного разбирательства, скорее всего, в ближайшее время их никто не услышит. Так что до тех пор, пока они не появятся, эта компиляция будет приятным напоминанием о том, что Корнелл был гораздо большим, чем только его крик.Kory Grow